# Moretele
Moretele (officieel Moretele Local Municipality) is een gemeente in het Zuid-Afrikaanse district Bojanala.
Moretele ligt in de provincie Noordwest  en telt 186.947 inwoners.

## Hoofdplaatsen
Het nationaal instituut voor de statistiek, Stats SA, deelt sinds de census 2011 deze gemeente in in 64 zogenaamde hoofdplaatsen (main place):
Agisaneng • Bolantlokwe • Bosplaas • Carousel View • Dannhouse • De Grens • Dertig • Dihibidung • Dikebu • Dikgopaneng • Dipetlelwane • Ga-Habedi • Ga-Monama • Green Side • Hani View • Jambo • Jonathan • Kgomo-Kgomo • Kontante • Kromkuil • Lebalangwe • Lebotlwane • Lekgolo • Little • Makapanstad • Mathibestad • Mmakaunyana • Mmathlwaela • Mmotla • Mmukubyane • Moeka • Moema • Mogogelo • Mogohlwaneng • Moretele • Moretele NU • Motsheko • Ngobi • Norokie • Olverton • One and Ten • Opperman • Papatso • Potoane • Prieska • Rabosula • Ramaphosa • Ratjiepane • Ruigtesloot • Selepe • Sespond • Slagboom • Swartboom • Swartdamstad • Syferskuil • The Carousel Casino and Entertainment World • Thulwe • Tladistad • Tlholwe • Tlounane • Transaksie • Tshwene Farm • Utsane • Walman.